# Syndicat national des journalistes cinématographiques italiens
Le Syndicat national des journalistes cinématographiques italiens  (en italien, Sindacato nazionale giornalisti cinematografici italiani) (SNGCI) est une organisation fondée en 1946 sous l'autorité de la Fédération nationale de la presse italienne (acronyme FNSI).
L'organisation attribue des prix dans le domaine cinématographique.

## Les prix
- Rubans d'argent (Nastri d'Argento), prix fondé en 1946[2].
- Prix Francesco-Pasinetti[3].
- Prix Filippo-Sacchi pour la thèse de laurea dans le domaine cinématographique[4].
- Prix Guglielmo-Biraghi[5].
- Prix Pietro-Bianchi, depuis 1978 attribué à une personnalité du cinéma italien[6].

## Catégories de récompenses
- Meilleur réalisateur étranger (Regista del Miglior Film Straniero / Best Foreign Director)
- Meilleur réalisateur européen (Regista del Miglior Film Europeo / Best European Director)
- Réalisateur du meilleur film non européen (Regista del Miglior Film Non-Europeo)

## Palmarès -Ruban d'argent
Les lauréats seront indiqués ci-dessous dans chaque catégorie en caractères gras

### Meilleur réalisateur étranger
- 1990 : Peter Weir pour Le Cercle des poètes disparus (Dead Poets Society)
- 1991 : Warren Beatty pour Dick Tracy
- 1993 : Tim Burton pour Batman : Le Défi (Batman returns)[7]
- 1998 : Luc Besson pour Le Cinquième Élément (The Fifth Element)[8]

### Meilleur réalisateur européen
- 2009 : Laurent Cantet pour Entre les murs[9]
- 2010 : Jacques Audiard pour Un prophète
- 2011 : Xavier Beauvois pour Des hommes et des dieux

### Réalisateur du meilleur film non européen
- 2007 : Clint Eastwood pour Lettres d'Iwo Jima (Letters from Iwo Jima) (硫黄島からの手紙 - Iô-Jima kara no tegami)
- 2008 : Tim Burton pour Sweeney Todd : Le Diabolique Barbier de Fleet Street (Sweeney Todd: The Demon Barber of Fleet Street)

### Meilleur doublage féminin
- 1994 : Trois Couleurs : Bleu – Alessandra Korompay pour la voix de Juliette Binoche

### Meilleur doublage masculin
- 2001 : Apparences (What Lies Beneath) – Michele Gammino pour la voix de Harrison Ford

### Meilleurs décors
- 2008 : Sweeney Todd : Le Diabolique Barbier de Fleet Street (Sweeney Todd: The Demon Barber of Fleet Street) – Dante Ferretti et Francesca Lo Schiavo

### Meilleur montage
- 2014 : The Amazing Spider-Man : Le Destin d'un héros (The Amazing Spider-Man 2) – Pietro Scalia

### Ruban d'argent spécial
- 2000 : Mission impossible 2 (Mission: Impossible II) – Tom Cruise pour son implication en tant qu'acteur et producteur dans le film